# إصابة مهنية

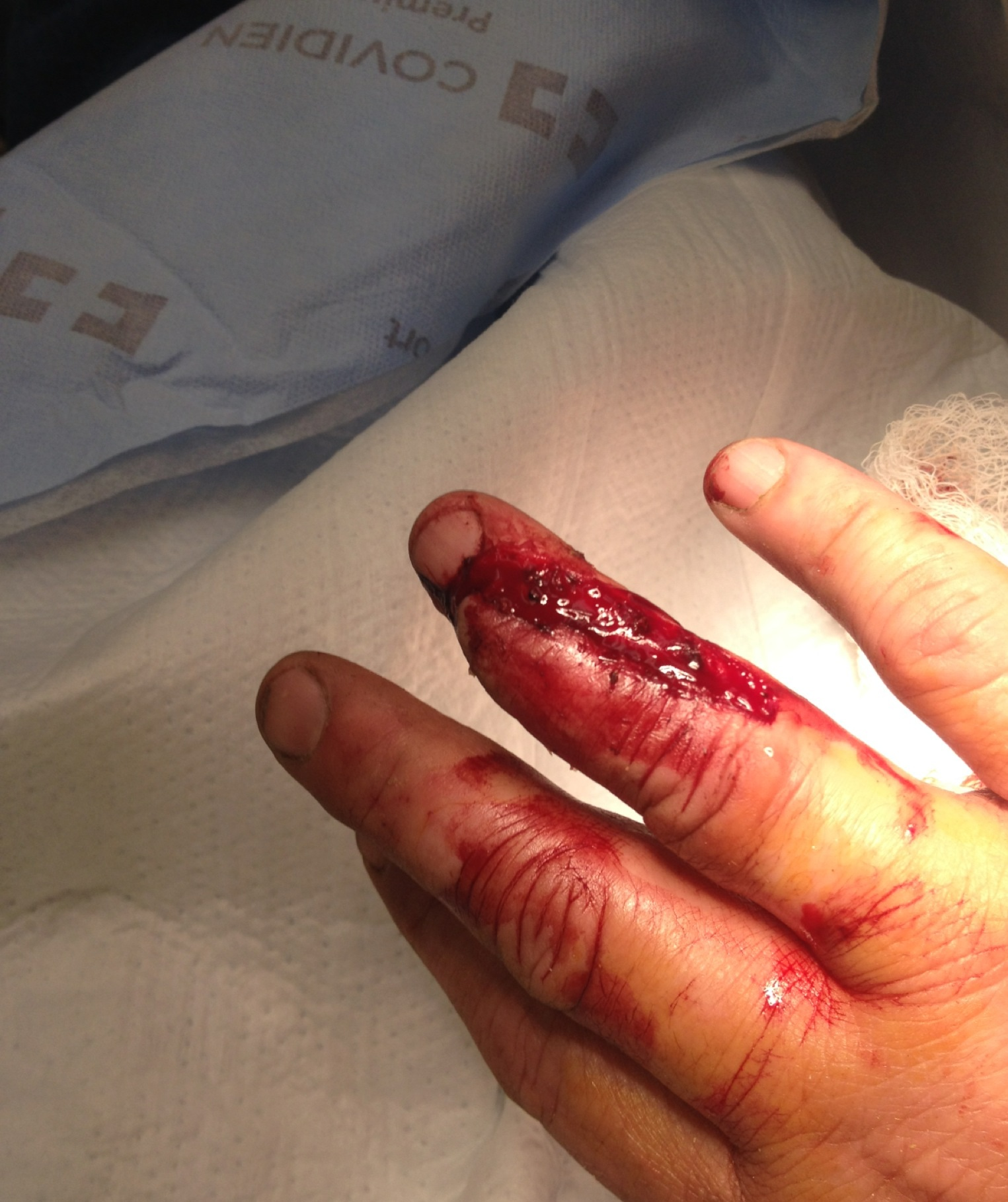
إصابة في اليد.

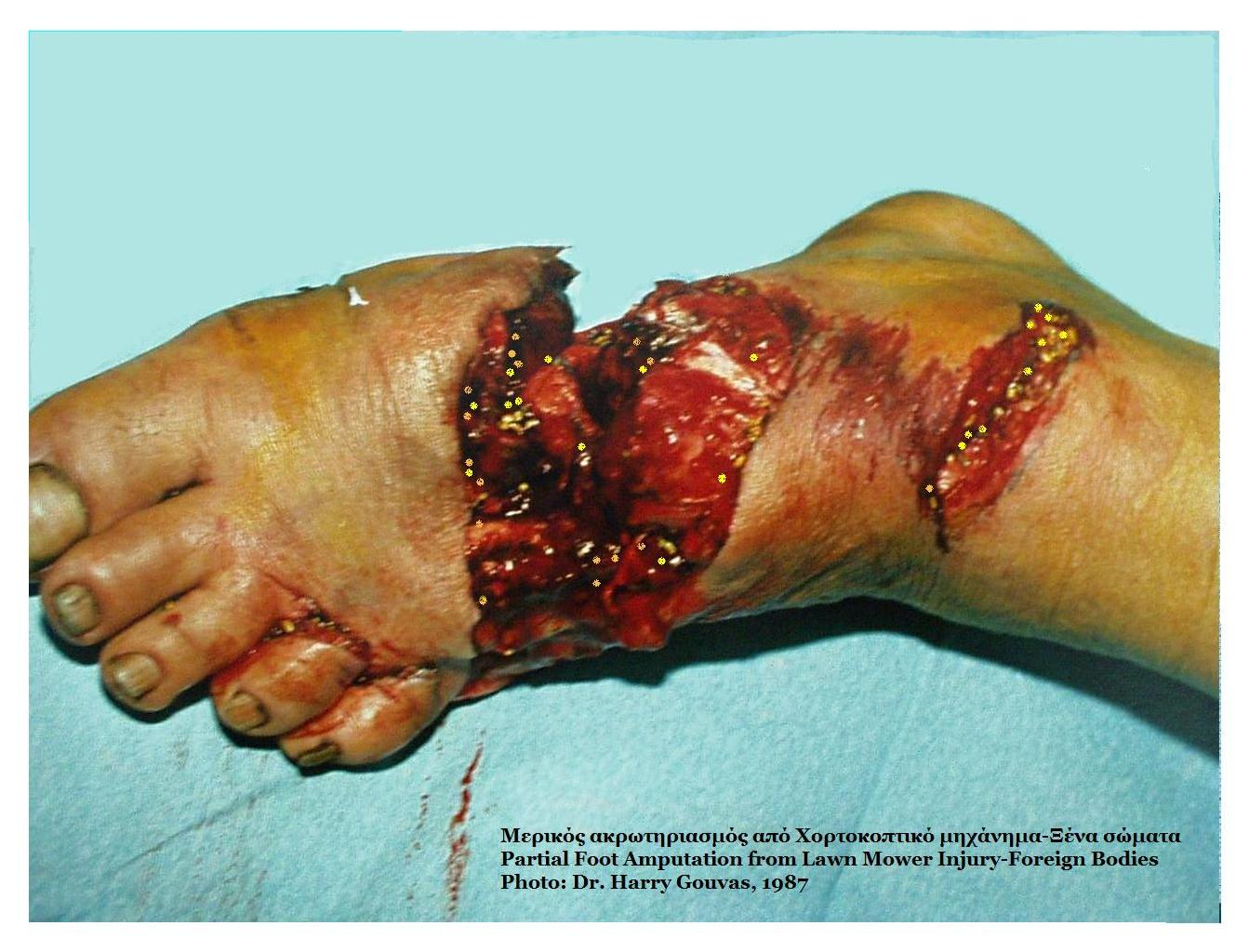
إصابة قطع في القدم.

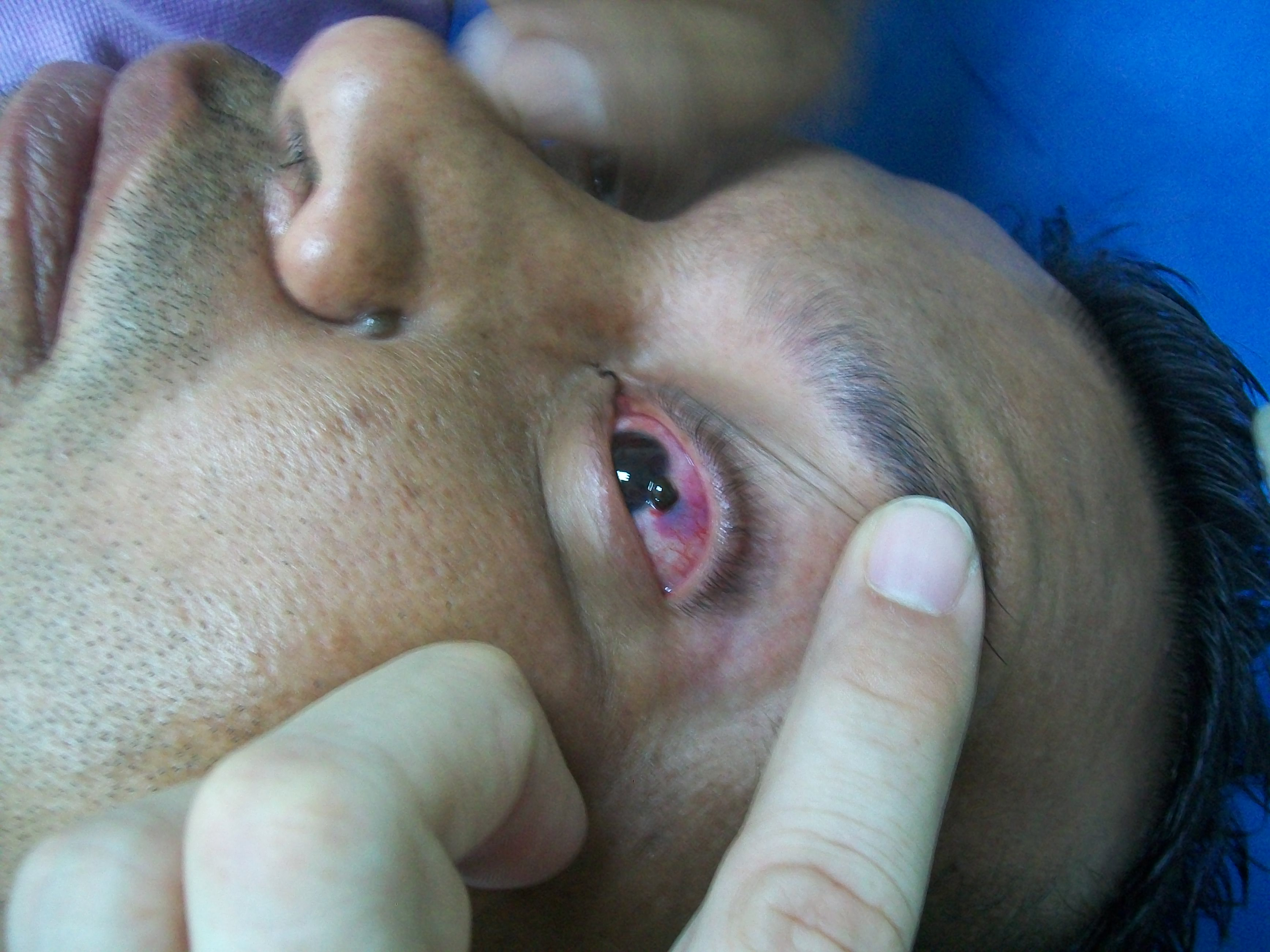
إصابة مخترقة العين.

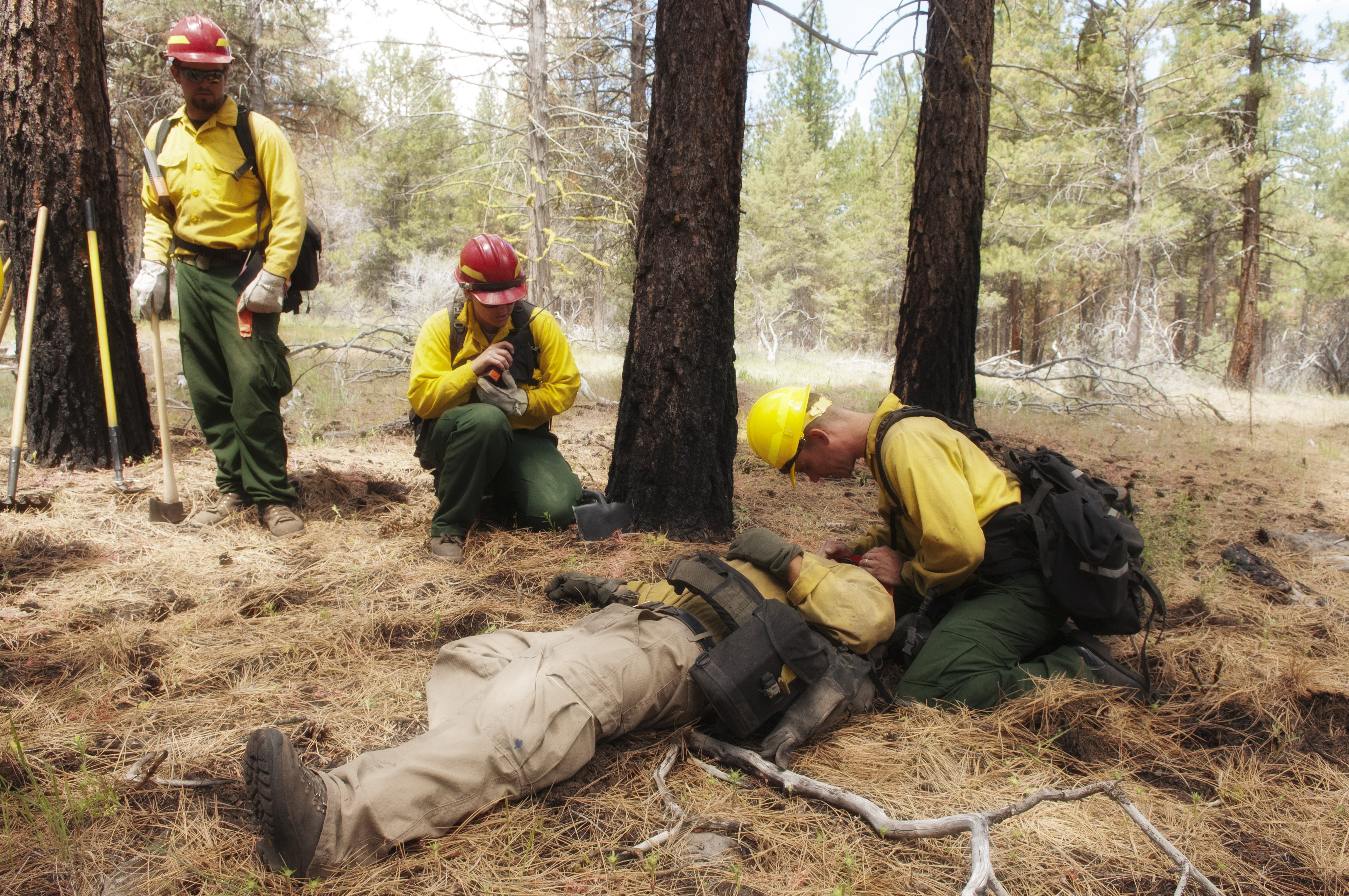
تدريب على سقوط شخص.

إصابة مهنية هي تلف جسدي ناتج عن العمل. أكثر الأعضاء شيوعًا هي العمود الفقري واليدين والرأس والرئتين والعينين والهيكل العظمي والجلد. يؤدي التعرض للمخاطر المهنية (الجسدية أو الكيميائية أو البيولوجية أو النفسية والاجتماعية)، مثل درجة الحرارة، الضجيج، لسعات ولدغات الحشرات أو عضات الحيوانات، الأمراض المنقولة عن طريق الدم، الهباء الجوي، المواد الخطرة، الإشعاع، والإرهاق المهني.
بالرغم من وضع العديد من طرق الوقاية، إلا أن الإصابات لا تزال تحدث بسبب سوء بيئة العمل، والمناولة اليدوية مع الأحمال الثقيلة، وإساءة استخدام المعدات أو تعطلها، والتعرض للمخاطر العامة، وعدم كفاية التدريب على السلامة.

## في جميع أنحاء العالم
تشير التقديرات لوجود أكثر من 350,000 حالة وفاة وأكثر من 270 مليون إصابة في مكان العمل سنويًا في جميع أنحاء العالم. في عام 2000، كان هناك ما يقرب من 2.9 مليار عامل في جميع أنحاء العالم. نتج عن الإصابات المهنية فقدان 3.5 سنة من الحياة الصحية لكل 1,000 عامل. 300,000 من الإصابة المهنية تسفر عن وفاة.
تختلف المهن الأكثر شيوعًا المرتبطة بهذه المخاطر في جميع أنحاء العالم اعتمادًا على الصناعات الرئيسية في بلد معين. بشكل عام، تعد مهن الزراعة، صيد الأسماك والحراجة أكثل المهن خطورة. ترتبط مهن البناء والتشييد والتصنيع في أكثر الدول المتقدمة بارتفاع معدلات إصابات العمود الفقري واليدين والرسغ.

## حسب الدولة

### الولايات المتحدة
في عام 2012، توفي في الولايات المتحدة الأمريكية حوالي 4,383 عامل بسبب حوادث العمل، كان منهم 92% من الرجال. وتم الإبلاغ عن حوالي 3 ملايين من حوادث العمل غير المميتة في مكان العمل والتي كلفت الشركات خسارة جماعية قدرها 198.2 مليار دولار و 60 مليون يوم عمل. في عام 2007، توفي 5,448 عاملاً بسبب حوادث العمل، شكل الرجال نسبة 92%، وتوفي 49,000 بسبب إصابات العمل. قدر المعهد الوطني للسلامة والصحة المهنية (NIOSH) في عام 2007 أن 4 ملايين عامل في الولايات المتحدة عانوا من إصابات أو أمراض غير مميتة متعلقة بالعمل.
وفقا لبيانات المعهد الوطني للسلامة والصحة المهنية ومكتب إحصاءات العمل، فإن 15 عاملًا في المعدل يموتون يوميًا من إصابات مؤلمة في الولايات المتحدة، بالإضافة لنقل 200 عامل إلى المستشفيات.
وفق دراسة أجريت في ولاية واشنطن، تمت متابعة العمال المصابين على مدار 14 عامًا لتحديد الآثار طويلة الأجل لإصابات العمل على الوظيفة. أدت حوادث العمل عن فقدان الإنتاجية بمعدل 1.06 عام لكل من المطالبات البالغ عددها 31,588 مطالبة.

#### القطاعاتالخطرة
يوفر مكتب إحصاءات العمل التابع لوزارة العمل الأمريكية إحصاءات شاملة حول الحوادث والإصابات في مكان العمل. فمثلا:

#### الإصابات الشائعة
كما هو الحال في المملكة المتحدة، تمثل حوادث الزلات والرحلات والسقوط الشائعة ما بين 20 إلى 40٪ من الإصابات المهنية التي فقدت الأهلية. غالبًا ما تؤدي هذه الحوادث إلى إصابة في الظهر يمكن أن تستمر في حدوث عجز دائم. في الولايات المتحدة، يتعرض العاملين في مجال الرعاية الصحية لخطر كبير لحدوث إصابات الظهر. كانت 25% من الإصابات المبلغ عنا في عاملي الرعاية الصحية في ولاية بنسلفانيا هي للآلام الظهر. قد يصل معدل انتشار آلام أسفل الظهر بين التمريض إلى 72 ٪ في الغالب نتيجة لنقل المرضى. يمكن الوقاية من بعض هذه الإصابات من خلال توفير مصاعد للمرضى، وتحسين تدريب العاملين الصحيين، وتخصيص المزيد من الوقت لتنفيذ إجراءات العمل. تعد متلازمة النفق الرسغي نوع آخر شائع من الإصابة المرتبطة بالإفراط في استخدام اليدين والمعصمين. حددت الدراسات التي أجريت على مجموعة من العمال المعينين حديثًا حتى الآن التمسك بالقوة والرفع المتكرر لأكثر من 1 كجم واستخدام أدوات الطاقة الاهتزازية كنشاطات عمل عالية الخطورة.
بالإضافة إلى ذلك، يمكن أن يؤدي التعرض للضجيج في مكان العمل إلى فقدان السمع، حيث مثل في عام 2007 حوالي 14٪ من الأمراض المهنية المبلغ عنها. هناك العديد من المبادرات لمنع الإصابة الشائعة في مكان العمل. على سبيل المثال، يشجع برنامج «اشتري الهدوء Buy Quiet» أصحاب العمل على شراء الأدوات والآلات التي تنتج صوت ضجيج أقل، وتم إنشاء جائزة "Safe-In-Sound " للتعرف على الشركات والبرامج التي تتفوق في مجال الوقاية من فقدان السمع.
يعد الحقن العرضي أو إصابات الوخز بالإبر إصابة شائعة تصيب عمال الزراعة والأطباء البيطريين. تقع معظم هذه الإصابات في اليدين أو الساقين، ويمكن أن تؤدي إلى ردود فعل خفيفة إلى شديدة، بما في ذلك إمكانية دخول المستشفى. نظرًا للتنوع الواسع في علم الأحياء المستخدم في الزراعة الحيوانية، يمكن أن تؤدي إصابات الوخز بالإبر إلى الالتهابات البكتيرية أو الفطرية، التمزقات، الالتهابات الموضعية، ردود فعل اللقاحات/ المضادات الحيوية، البتر، الإجهاض والموت. نظرًا للتفاعلات اليومية بين الإنسان والحيوان، فإن الإصابات المرتبطة بالماشية هي أيضًا إصابة منتشرة للعاملين في الزراعة، وهي مسؤولة عن حدوث إصابات غير قاتلة في مزارع الألبان. بالإضافة إلى ذلك، يموت ما يقرب من 30 شخصًا بسبب الوفيات الناجمة عن الماشية والحصان في الولايات المتحدة سنويًا.

#### الموظفين في خطر
يعد العمر أهم عامل شخصي يهيئ لخطر متزايد. في عام 1998 في الولايات المتحدة، كان هناك 17 مليون عامل فوق سن 55 عامًا، وبحلول عام 2018 من المتوقع أن يتضاعف عدد السكان. من المحتمل أن يعاني العمال في هذه الفئة العمرية من آلام أسفل الظهر التي قد تتزايد بفعل ظروف العمل التي لا تؤثر عادة على عامل أصغر سنا. العمال الأكبر سنا هم أيضا أكثر عرضة للوفاة في حوادث السقوط من البناء. تزداد معدلات حوادث العمل عند العمال الأكبر سنا لأنهم أكثر عرضة للإصابة بسبب فقدان السمع المرتبط بالعمر، وضعف البصر، واستخدام أدوية موصوفة متعددة. بالإضافة إلى العمر، تشمل عوامل الخطر الشخصية الإصابة بالسمنة، وخاصة المخاطر المرتبطة بإصابة الظهر والاكتئاب.
قد يؤدي ضعف التعليم أو التدريب المناسب إلى زيادة احتمالية إصابة الفرد المهنية. على سبيل المثال، هناك وعي محدود بإصابات الوخز بالإبر بين عمال الزراعة، وهناك حاجة إلى برامج شاملة لمنع إصابات الوخز بالإبر في عمليات الثروة الحيوانية. يمكن لتقنيات التعامل مع الحيوانات المناسبة وتدريبها أو تخزينها أن تقلل من خطر إصابة الماشية. يؤثر توقيت المعالج وتحديد موقعه وسرعته واتجاه حركته والأصوات التي تم إجراؤها على سلوك الحيوان وبالتالي على سلامة المعالج. بدأت الصناعة الزراعية في التركيز أكثر على التعليم والتدريب المناسبين، وجعلت مجموعة متنوعة من الموارد المتاحة للمنتجين. على سبيل المثال، لدى مؤسسات مثل مركز سلامة وصحة الزراعة في الغرب الأوسط العلوي (UMASH) مجموعة متنوعة من صحائف الوقائع الإعلامية ومقاطع الفيديو التدريبية التي يمكن الوصول إليها بسهولة عبر الإنترنت. بالإضافة إلى ذلك، تقدم منظمات مثل ضمان جودة لحوم البقر (BQA) ندوات وحلقات دراسية تدريبية في مجال فن الجودة والعروض.

#### التنظيم
في الولايات المتحدة، تضع إدارة السلامة والصحة المهنية ضوابط وتنفذ المعايير الوطنية للسلامة والصحة المهنية في جميع القطاعات.

### المملكة المتحدة
في 2013/2014، قُتل في المملكة المتحدة حوالي 133 شخصًا أثناء العمل. كان 89 من بين هؤلاء الأشخاص يعلمون بشكل وظيفة، بينما كان 44 منهم يعملون لحسابهم الخاص. بالإضافة إلى ذلك في 2013/2014، وقعت 629,000 إصابة أثناء العمل، أدت 203,000 منها إلى غياب المصاب أكثر من 3 أيام عن العمل. من بينهم 148,000 حالة تغيب المصاب عن العمل لأكثر من 7 أيام.

#### القطاعاتالخطرة
- التشييد: 42 حالة وفاة.[33]
- الزراعة: 27 حالة وفاة.[33]
- تدوير النفايات وإعادة المخلفات: 4 وفيات.[33]
- قطاعات أخرى: 60 حالة وفاة.[33]

كان أكثر حوادت العمل شيوعًا التي أدت إلى الوفاة هو السقوط من علو، الاتصال مع الآلات متحركة والاصطدام بمركبة. هذه الحوادث أسفرت عن أكثر من نصف جميع الوفيات المسجلة.

#### الإصابات الشائعة
مثلت حالات الزلات والرحلات والسقوط أكثر من ثلث جميع الإصابات التي تحدث في العمل. كان التعامل الخاطئ مع العناصر هو السبب الأكثر شيوعًا للإصابات التي أدت إلى الغياب عن العمل لأكثر من 7 أيام. في 2010/2011، شكلت إصابات الطرف العلوي نسبة 47.3% من الإصابات في مكان العمل، أكثر المناطق إصابة.
في المجمل، في 2013/2014 ضاع أكثر من 1,900,000 يوم عمل بسبب الزلات والرحلات والسقوط.

#### الموظفين في خطر
مما لا يثير الدهشة، تعد المهنة أكبر تأثير على خطر إصابات مكان العمل. يعد العمال الجدد في الوظيفة أكثر عرضة للإصابة من الموظفين ذوي الخبرة، في حين أن عمال المناوبة والموظفين غير المتفرغين لديهم أيضًا مخاطر أكبر للإصابة في العمل.

#### مقاضاة صاحب العمل
في 2013/2014، قامت إدارة الصحة والسلامة (HSE) بمقاضاة 582 حالة، مع إدانة واحدة على الأقل في 547 حالة (94%).
حاكمت السلطات المحلية ما مجموعه 92 حالة خلال نفس الفترة، مع إدانة واحدة على الأقل تم تحقيقها في 89 حالة (97%).
أصدر ما مجموعه 13,790 إشعارًا من قبل إدارة الصحة والسلامة والسلطات المحلية، مع إصدار غرامات وصلت إلى أكثر من 16,700,000 جنيه استرليني.

### تايوان
في عام 2010، سجل في تايوان 14,261 إصابة مهنية. 45% من هذه الإصابات كانت في الأطراف العلوية.[بحاجة لمصدر]

## الوقاية
هناك العديد من الطرق لمنع أو تقليل الإصابات المهنية، بما في ذلك توقع المشكلات عن طريق تقييم المخاطر، والتدريب الكافي على السلامة، والتحكم بالنطاقات، واستخدام معدات الوقاية الشخصية، وحواجز السلامة. بالإضافة إلى ذلك، يمكن تحليل المشاكل السابقة باستخدام تقنية تحليل السبب الجذري للعثور على الأسباب الجذرية لها. في عام 2013، وجدت مراجعة كوكرين أدلة ذات جودة منخفضة تبين أن عمليات التفتيش، وخاصة عمليات التفتيش المركزة، يمكن أن تقلل من الإصابات المرتبطة بالعمل على المدى طويل الأمد.

## وصلات خارجية
- تعداد الإصابات المهنية القاتلة (CFOI) - البيانات الحالية والمنقحة.